# 米特爾貝格
米特爾貝格是奥地利福拉尔贝格州布雷根茨县的一个市镇。总面积96.82平方公里，总人口5033人，人口密度52.0人/平方公里（2005年）。